# Zeferino Paulo Borges
Zeferino Paulo Borges Soares, meglio noto come Zeferino (Bissau, 27 agosto 1978), è un ex calciatore portoghese, di ruolo attaccante.

## Carriera

### Club
Ha giocato nella massima serie dei campionati portoghese e maltese, e nella seconda divisione spagnola.